# لوسیلیو وانینی
لوسیلیو وانینی (انگلیسی: Lucilio Vanini; 1585 – ۹ فوریهٔ ۱۶۱۹) که در آثارش خود را جولیو چزاره وانینی نامیده بود، فیلسوف، پزشک و آزاداندیش ایتالیایی بود که یکی از اولین نمایندگان برجسته لیبرتین فکری بود. او یکی از اولین متفکران مدرنی بود که جهان را به‌عنوان موجودی که توسط قوانین طبیعی اداره می‌شود (تعین‌گرایی) می‌نگریست. او همچنین از طرفداران اولیه فرگشت بود و معتقد بود که انسان‌ها و دیگر میمون‌ها اجداد مشترکی دارند. او در تولوز اعدام شد.